# Multioppia integra
Multioppia integra är en kvalsterart som beskrevs av Pérez-Íñigo jr. 1990. Multioppia integra ingår i släktet Multioppia och familjen Oppiidae. Inga underarter finns listade i Catalogue of Life.